# 拉萨雪兔子
拉萨雪兔子（学名：Saussurea kingii）是菊科风毛菊属的植物，是中国的特有植物。分布在中国大陆的西藏等地，生长于海拔2,920米至4,100米的地区，多生长于河滩沙地、沙丘及山坡沙地，目前尚未由人工引种栽培。